# 刘雷
刘雷（1957年2月—），山东茌平人，中国人民解放军上将。中国共产党第十九届中央委员会委员。

## 生平
中国人民解放军国防大学联合战役指挥专业毕业，研究生学历。
1973年12月参军后曾在兰州军区第21集团军服役13年。
1986年6月任兰州军区政治部干部部科技干部处副团职干事。
1991年任兰州军区政治部干部部科技干部处处长。
1994年12月任兰州军区政治部干部部副部长。
1999年任新疆军区步兵第十一师政委。
2003年6月担任南疆军区政治部主任。
2007年1月，升任中国人民解放军陆军第二十一集团军政委。
2013年7月，担任新疆军区政委，同年11月兼任中共新疆维吾尔自治区党委常委。
2014年12月，升任兰州军区政治委员。
2015年12月31日，出任新成立的中国人民解放军陆军领导机构首任政治委员。
2013年担任全国人大代表。
2004年晋升少将军衔，2014年晋升中将军衔，2017年7月28日晋升上将军衔。